# Gare de Scorbé-Clairvaux
La gare de Scorbé-Clairvaux est une gare ferroviaire française de la ligne de Loudun à Châtellerault, située sur le territoire de la commune de Scorbé-Clairvaux, dans le département de la Vienne, en région Poitou-Charentes.
Elle est ouverte en 1886 par l'Administration des chemins de fer de l'État et fermée définitivement au service des voyageurs en 1946.

## Situation ferroviaire
La gare de Scorbé-Clairvaux est située sur la ligne de Loudun à Châtellerault, entre les gares de Saint-Genest-d'Ambière et de Châtellerault-Châteauneuf.

## Histoire
La station de Scorbé-Clairvaux est mise en service le 20 septembre 1886, par l'Administration des chemins de fer de l'État, lorsqu'elle ouvre à l'exploitation la ligne de Loudun à Châtellerault qu'elle a inaugurée la veille le 19.
Elle est fermée au service des voyageurs le 15 mai 1939, néanmoins un service par autorail est mis en place de mai 1944 à l'été 1946.
La section de ligne, entre Lencloitre et Châteauneuf, est définitivement fermée à tout trafic le 26 septembre 1980 et la voie est déposée peu de temps après le déclassement du 26 septembre 1992. 

## Patrimoine ferroviaire
Après son déclassement, l'ancienne ligne est réaménagée en chemin vert du patrimoine. L'ancien bâtiment voyageurs est toujours présent.